# Maracaynatum
Genre
Synonymes
- Bordonina Soares & Avram 1981

Maracaynatum est un genre d'opilions laniatores de la famille des Samoidae.

## Distribution
Les espèces de ce genre se rencontrent au Venezuela et aux Antilles.

## Liste des espèces
Selon World Catalogue of Opiliones (12/10/2021) :
- Maracaynatum cubanum Šilhavý, 1979
- Maracaynatum isadorae Colmenares & Tourinho, 2016
- Maracaynatum linaresi (Soares & Avram, 1981)
- Maracaynatum mariaeteresae González-Sponga, 1987
- Maracaynatum orchidearum Roewer, 1949
- Maracaynatum stridulans Šilhavý, 1979
- Maracaynatum trinidadense Šilhavý, 1979
- Maracaynatum wilmae González-Sponga, 1989

## Publication originale
- Roewer, 1949 : « Über Phalangodiden I. (Subfam. Phalangodinae, Tricommatinae, Samoinae.) Weitere Weberknechte XIII. » Senckenbergiana, vol. 30, p. 11–61.